# Koszykówka na Igrzyskach Azjatyckich 2018
Koszykówka na Igrzyskach Azjatyckich 2018 – jedna z dyscyplin rozgrywana podczas igrzysk azjatyckich w Dżakarcie i Palembangu. Zawody odbyły w dniach 14 sierpnia – 1 września w Gelora Bung Karno Sports Complex i Istora Gelora Bung Karno w stolicy Indonezji. Do rywalizacji w dwóch konkurencjach przystąpiło 367 zawodników z 16 państw.

## Uczestnicy
W zawodach wzięło udział 367 zawodników z 16 państw.
| Reprezentacja    | Liczba zawodników |
| ---------------- | ----------------- |
| Chiny            | 26                |
| Chińskie Tajpej  | 25                |
| Filipiny         | 28                |
| Hongkong         | 25                |
| Indie            | 13                |
| Indonezja        | 25                |
| Iran             | 12                |
| Japonia          | 33                |
| Katar            | 17                |
| Kazachstan       | 28                |
| Korea            | 13                |
| Korea Południowa | 14                |
| Mongolia         | 39                |
| Palestyna        | 17                |
| Syria            | 17                |
| Tajlandia        | 35                |
| 16 reprezentacji | 367               |

## Medaliści
| Konkurencja      | Złoto | Srebro | Brąz |       |
| ---------------- | --- | --- | --- | ----- |
| Turniej mężczyzn | Chiny · Abudushalamu Abudurexiti · Ding Yanyuhang · Dong Hanlin · Fang Shuo · Liu Zhixuan · Sun Minghui · Tian Yuxiang · Wang Zhelin · Yu Changdong · Zhao Rui · Zhao Tailong · Zhou Qi | Iran · Rouzbeh Arghavan · Vahid Dalirzahan · Aren Davoudichegani · Hamed Ehdadi · Mohammad Hassanzadeh Saber Akhlagh · Mohammad Jamshidijafarabadi · Meisam Mirzaeitalarposhti · Arsalan Kazemi Naeini · Sajjad Mashayekhi · Mohammadsamad Nikkhahbahrami · Navid Rezaeifar · Behnam Yakhchalidehkordi | Korea Południowa · Choi Jun-yong · Heo Hoon · Heo Il-young · Heo Ung · Kang Sang-jae · Kim Jun-yl · Kim Sun-hyung · Lee Jun-beom · Lee Jung-hyun · Lee Seoung-hyun · Park Chan-hee · Ricardo Preston Ratliffe    | [ 3 ] |
| Turniej kobiet   | Chiny · Han Xu · Huang Sijing · Li Meng · Li Yuan · Li Yueru · Liu Jiacen · Shao Ting · Sun Mengran · Wang Lili · Wang Siyu · Wang Xuemeng · Yang Liwei                                 | Korea · Choi Eun-sil · Jang Mi-gyong · Kang Lee-seul · Kim Han-byul · Kim Hye-yon · Kim So-dam · Lim Yung-hui · Park Ha-na · Park Hye-jin · Park Ji-hyun · Park Ji-su · Ro Suk-yong | Japonia · Saki Hayashi · Miyuki Kawamura · Stephanie Mawuli · Saori Miyazaki · Moe Nagata · Tamami Nakada · Mio Shinozaki · Haruka Suzuki · Layla Takehara · Kadysha Juna Umezawa · Aya Watanabe · Shiori Yasuma | [ 4 ] |

## Tabela medalowa
| Pozycja | Reprezentacja    | Złoto | Srebro | Brąz | Razem |
| ------- | ---------------- | ----- | ------ | ---- | ----- |
| 1.      | Chiny            | 2     | 0      | 0    | 2     |
| 2.      | Iran             | 0     | 1      | 0    | 1     |
| 2.      | Korea            | 0     | 1      | 0    | 1     |
| 4.      | Japonia          | 0     | 0      | 1    | 1     |
| 4.      | Korea Południowa | 0     | 0      | 1    | 1     |
| Razem   | Razem            | 2     | 2      | 2    | 6     |